# Jane Rhodes
Jane Rhodes (Parigi, 13 marzo 1929 – Parigi, 7 maggio 2011) è stata un mezzosoprano e soprano francese.

## Biografia
Nata a Parigi nel 1929, studiò canto al Conservatoire de Paris e recitazione con Pierre Renoir. Esordì nel coro del Théâtre du Châtelet e ottenne il suo primo ruolo principale nel 1953 quando cantò come Marguerite ne La Damnation de Faust al  Grand-Théâtre de Nancy. Nel 1957 incise il ruolo di Renata nella prima registrazione discografica de L'angelo di fuoco, diretta da Charles Bruck; il disco la portò all'attenzione di Gabriel Dussurget, che la ingaggiò per l'Opéra di Parigi. Qui esordì come Marguerite nell'opera di Berlioz e cantò in ruoli da protagonista quali Tosca, Charlotte in Werther e Salomè.
Nel 1959 fu Carmen nel primo allestimento all'Opéra dell'opera di Bizet, diretta dal futuro marito Roberto Benzi, in una speciale rappresentazione davanti al Generale de Gaulle; quello di Carmen sarebbe diventato il suo ruolo più celebre: lo avrebbe cantato anche al suo debutto al Metropolitan nel 1960, al Teatro Colón nel 1961 e nel film televisivo della CBS The Drama of Carmen, diretta da Leonard Bernstein. Sarebbe tornata al Met come Salomè nel 1962.
La sua avvenenza le valse il soprannome della "Bardot dell'Opera".
Morì nel 2011 all'età di 82 anni a Neuilly-sur-Seine.